# زنبورربا
زنبوررُبا (نام علمی: Acherontia styx) یا قوش‌بید کلهٔ مرگ کهتر نام یک گونه از سرده قوش‌بیدهای کله مرگ است.